# アンティオペ (小惑星)
アンティオペ またはアンティオーペ (90 Antiope) は、小惑星帯に位置する小惑星の一つ。1866年10月1日にドイツの天文学者、ロベルト・ルター (Karl Theodor Robert Luther) により発見された。ギリシア神話から命名されたが、ギリシア神話に2人登場するアンティオペーのどちらが語源になっているかで論争になっている。
小惑星帯の外側から3番目のグループであるテミス族に属しており、このグループのほとんどの小惑星と同じくC型小惑星である。密度が小さいことから、30%以上の空隙を持つ多孔質でできていると推定され、衝突によって砕けた小惑星のかけらが集まったラブルパイルだと考えられている。
1980年6月11日、2008年1月3日に掩蔽が観測された。2008年の観測では主星と衛星の影が観測され、2006年のカリオペと衛星リヌスに次いで、掩蔽以外の方法で見つかっていた小惑星の衛星による掩蔽の観測に成功した二番目の例となった。

## 二重小惑星
アンティオペの最大の特徴は、ほとんど同じ大きさ（重量にして2.5%以内の差）の2つの天体が二重小惑星（連小惑星）になっていることである。伴星の存在は、2000年8月10日にマウナケア天文台群のW・M・ケック天文台で補償光学による観測を行っていた天文学者のグループの手で発見され、S/2000 (90) 1という仮符号がつけられた。2つの天体は共に 85 km前後の直径で、中心間の距離はわずか170 km程度である。2つの天体は全体の質量中心の周りを回っている。周期は16.51 時間である。数年に一度、地球から相互掩蔽が観測される。またケプラーの第三法則を使うと、周期と天体の大きさよりそれぞれの質量と密度を計算できる。
軌道の軸は黄道座標を使って (β, λ) = (200°, 38°) と表せ、太陽系に比べて63度傾いていることが分かる。8-10m級の望遠鏡を使った補償光学による観測と数ヶ月間の光度曲線により、形状、表面の様子、おおまかな密度、内部の状態など、様々な物理パラメータが算出される。形はわずかに球形から外れていて、大きさの比は0.95、平均半径は42.9 kmである。2003年に掩蔽が起こった際の光度曲線により、正確な形のロッシュ・ローブからのずれは10%以内であることが分かった。